# 人安基金會

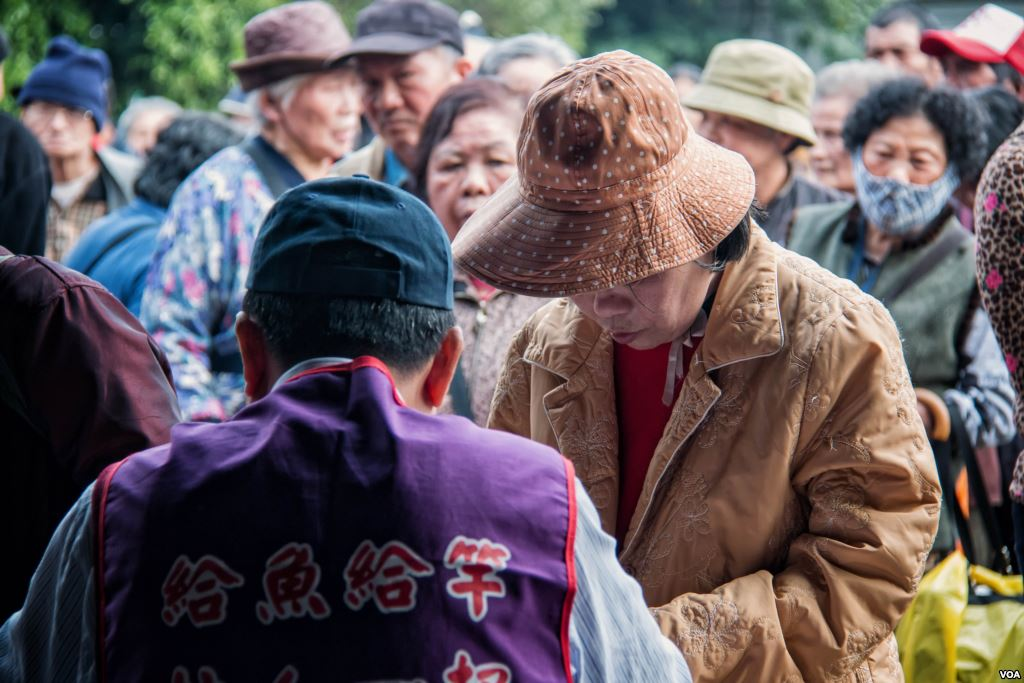
台灣人安基金會的工作人員對申請者做簡單的身份識別後即送出午餐邀請單。

人安基金會，全名財團法人人安社會福利慈善事業基金會，是台灣一個救助街友的社會福利團體，於2002年5月31日創辦，主要提供防飢、防寒及就業輔導等服務。其中較為人知的活動是連續多年於台灣各地舉辦街友尾牙，宴請弱勢邊緣人，人安基金會目前也是除了宗教團體外，唯一專門服務街友個案的全國性社團。

## 服務項目

### 寒士吃飽愛心尾牙
寒士吃飽愛心尾牙，因社會轉型使邊緣人增加，包含家庭關係疏離、受暴者、低技術之失業人群等。不管是最早期的年夜便當，還是現在的尾牙聚餐，街友尾牙是個很特別的愛心活動。
會場中總會發現許多社會底層人物的縮影，因為社會愛心協助餐宴，讓貧弱族群有「年」的感覺，吃上難得的一餐。
這一群人平日連一般家庭上館子餐宴聚會的機會都沒有，因此，不管席開幾桌，每年總有未受到邀請的窮困者在入口請求，深怕不能入場，激動者甚至難過淚流，更見愛心尾牙對他們的重要性。

### 地瓜媽媽
為了讓弱勢婦女有穩定的謀生管道，人安基金會在2009年開始推行『給魚給竿，拉人一把』的謀生計畫。希望透過此計畫的擴展，達到『增設1萬個攤子，養活1萬個家庭』的目標。
中低收入的婦女加入此計畫後，基金會替婦女進行教育訓練。訓練合格後提供烤地瓜推車及3籃烤地瓜，約可售出8000台幣，其中4000為個人收入、4000則可用來購入下一批地瓜。
此外，基金會各站站長也會定期關心地瓜媽媽的心理、銷售狀況，給予適當的協助、避免地瓜媽媽累積過大的工作壓力。
對於參加計畫的地瓜媽媽而言，販售烤地瓜提供穩定的收入來源、又可在販售之餘照顧孩子，提供了婦女一個經濟獨立的謀生方式。

## 相關
- 露宿者之家
- 街友平安站
- 社會福利
- 拾荒者
- 露宿者

## 服務據點
| 名稱       | 地址                        | 電話          |
| 總會       | 台北市大理街89號3樓         | (02)2836-1600 |
| 第二辦公室 | 台北市中正路420號9樓        | (02)2836-1600 |
| 萬華站     | 台北市大理街89號1樓         | (02)2336-1247 |
| 基隆站     | 基隆市中船路7巷59號         | (02)2427-3323 |
| 三重站     | 新北市三重區大同南路150號   | (02)2970-5589 |
| 桃園站     | 桃園區永樂街70號            | (03)334-8325  |
| 中壢站     | 中壢區福州二街46號          | (03)452-2113  |
| 新竹站     | 新竹市勝利路126號B1         | (03)527-8767  |
| 苗栗站     | 苗栗市高苗里9鄰天雲街27號   | (037)357-045  |
| 台中站     | 台中市民權路85巷1號         | (04)2223-0570 |
| 彰化站     | 彰化市三民路345號           | (04)722-2812  |
| 嘉義站     | 嘉義市延平街386之2號        | (05)225-5713  |
| 雲林站     | 雲林縣斗六市西安街28號      | (05)532-0021  |
| 台南站     | 台南市北區開元路46號        | (06)236-3811  |
| 高雄站     | 高雄市鹽埕區大有街42號      | (07)521-3438  |
| 鳳山站     | 高雄市鳳山區光遠路48號      | (07)710-4937  |
| 屏東站     | 屏東市大埔里忠孝路1之2號    | (08)732-1349  |
| 羅東站     | 宜蘭縣羅東鎮中山路三段403號 | (03)961-7706  |
| 花蓮站     | 花蓮市中正路199號           | (03)831-1562  |
| 台東站     | 台東市正氣路465號           | (089)349-297  |

## 外部連結
- 人安基金會（繁體中文）
- 人安基金會的Facebook專頁
- YouTube上的人安基金會頻道